# Селлапан Раманатан
Селлапан Раманатан (там. செல்லப்பன் ராமநாதன்; 3 июля 1924, Сингапур, Стрейтс-Сетлментс — 22 августа 2016, Сингапур; имя обычно сокращается как С. Р. Натан) — сингапурский государственный деятель, президент Сингапура (1999—2011).

## Биография
Имел тамильское и индусское происхождение. Его отец был сотрудником юридической фирмы, которая занималась сопровождением бизнеса по выращиванию каучуковых деревьев. Детство провел вместе со своими тремя старшими сестрами в малайзийском Джохоре. В 1930-х гг. цена на каучук упала, и семья оказалась в долгах. Его отец покончил жизнь самоубийством, трое его братьев умерли в раннем возрасте, его дважды исключили из школы, и он убежал из дома. Вернувшись в Сингапур, жил со своим дядей.
Во время Второй мировой войны работал переводчиком в японской армии. В 1954 году окончил с отличием Университет Малайи (впоследствии Национальный университет Сингапура) с дипломом по социальным наукам.
В 1955 году начал свою карьеру на государственной службе Сингапура в качестве медицинского социального работника. В следующем году был назначен офицером по вопросам быта и организации отдыха служащих на флоте. С 1962 по 1966 год был прикомандирован к Национальному конгрессу профсоюзов, сначала в качестве помощника директора, а затем в качестве директора отдела исследований труда. В феврале 1966 года перешёл в министерство иностранных дел, в котором сначала работал помощником, затем — заместителем министра, а в январе-августе 1971 года являлся заместителем министра внутренних дел. В августе того же года перешёл в министерство обороны, где возглавил секретную службу — Управление безопасности и разведки.
Во время нападения Красной Армии Японии на нефтяные танкеры Royal Dutch Shell на острове Пулау Буком 31 января 1974 года он был в числе правительственных чиновников, которые вызвались стать заложниками, чтобы обеспечить освобождение пяти гражданских лиц, захваченных повстанцами.
В 1979—1982 годах — первый постоянный секретарь МИД. В 1982 году покинул государственную службу, чтобы занять руководящий пост в совете директоров компании «Стрэйтс таймс пресс». Журналисты неодобрительно восприняли это назначение, считая, что правительство пытается ограничить свободу прессы; в знак протеста они носили черные нарукавные повязки. Однако постепенно ситуация улучшилась, поскольку ожидания не совпали с реальными действиями нового руководителя. С 1973 по 1986 год являлся председателем Mitsubishi Heavy Industries Singapore, совместного предприятия по ремонту и проектированию судов с японской группой Mitsubishi. Также занимал руководящие должности в других компаниях: Сингапурском монетном дворе, The Straits Times Press (Лондон), Singapore Press Holdings и Marshall Cavendish. В 1996—1999 годах он занимал должность директора в Singapore International Media.
В 1983—1988 годах являлся председателем фонда Hindu Endowments Board, являлся одним из основателей Сингапурско-индийской ассоциации развития (SINDA), а также членом Попечительского совета Национального конгресса профсоюзов.
В 1988—1990 годах — посол Сингапура в Малайзии, в 1990—1996 годах — посол в США.
В 1996—1999 годах — посол по особым поручениям и одновременно директор Института обороны и стратегических исследований при Наньянском технологическом университете.
В 1999 году на всеобщих выборах избран на церемониальный пост президента при отсутствии оппонентов, переизбран в качестве единственного претендента 2005 году. В январе 2009 года одобрил запрос правительства на получение 4,9 млрд долларов США из финансовых резервов страны для финансирования правительственного пакета обеспечения устойчивости, состоящего из двух программ, направленных на сохранение рабочих мест и предприятий во время финансового спада: программа «Кредиты на рабочие места» предоставляла работодателям финансовую помощь для выплаты зарплаты работникам, а Специальная инициатива по распределению рисков помогла средним компаниям получить кредит. Это был первый случай, когда президентские полномочия были использованы для подобных целей.
В 2000 году выступил с ежегодной инициативой President’s Challenge по сбору благотворительных средств под поручительство президента.
После выхода на пенсию занялся литературным творчеством, в частности, опубликовал книгу «Неожиданное путешествие: путь к президентству». Кроме того, являлся заслуженным старшим научным сотрудником в Школе социальных наук Сингапурского университета менеджмента и в Институте исследований Юго-Восточной Азии.
Натан перенёс инсульт утром 31 июля 2016 года и был доставлен в отделение интенсивной терапии Сингапурской больницы общего профиля. Умер в больнице 22 августа того же года в 9:48 вечера по восточному времени в возрасте 92 лет. У него остались жена Урмила Нандей (известная как Уми), их дочь Джутика и сын Осит, трое внуков и его сестра Сундари.
В 2018 году в его честь была переименована Школа развития человеческого потенциала и социальных услуг Сингапурского университета социальных наук (SUSS). Также был учрежден Фонд повышения квалификации в области образования им. С. Р. Натана для предоставления стипендий и других форм финансовой помощи студентов высших учебных заведений страны.

## Награды и звания
Национальные:
- Орден Темасека 1-го класса (2003)
- Звезда за государственную службу (1964)
- Серебряная медаль государственного управления Перака (1967)
- Медаль за заслуги (1975)

Иностранные:
- Большой крест британского ордена Бани (2006)
- Орден аль-Хадифа (Бахрейн)

Почётный доктор литературы Национального университета Сингапура и почётный доктор Сингапурского университета Управления. Почетный доктор гражданского права Университета Маврикия.
В 2012 году был награждён престижной индийской премией Pravasi Bharatiya Samman за вклад в укрепление двусторонних отношений.